# Mycetaulus hispanicus
Mycetaulus hispanicus is een vliegensoort uit de familie van de Piophilidae. De wetenschappelijke naam van de soort is voor het eerst geldig gepubliceerd in 1927 door Duda.